# Maison des Sœurs Macarons
La maison des Sœurs Macarons également appelée maison Grisot ou hôtel de Gormand est une maison de ville élevée au XVIIIe siècle à Nancy, rue des Sœurs Macarons par Jean-Nicolas Jennesson, architecte lorrain principalement connu pour avoir édifié l'église Saint-Sébastien de Nancy. 
La maison doit son nom à des religieuses qui seraient à l'origine des fameux macarons de Nancy et qui y auraient trouvé refuge lors de la Révolution française.

## Histoire

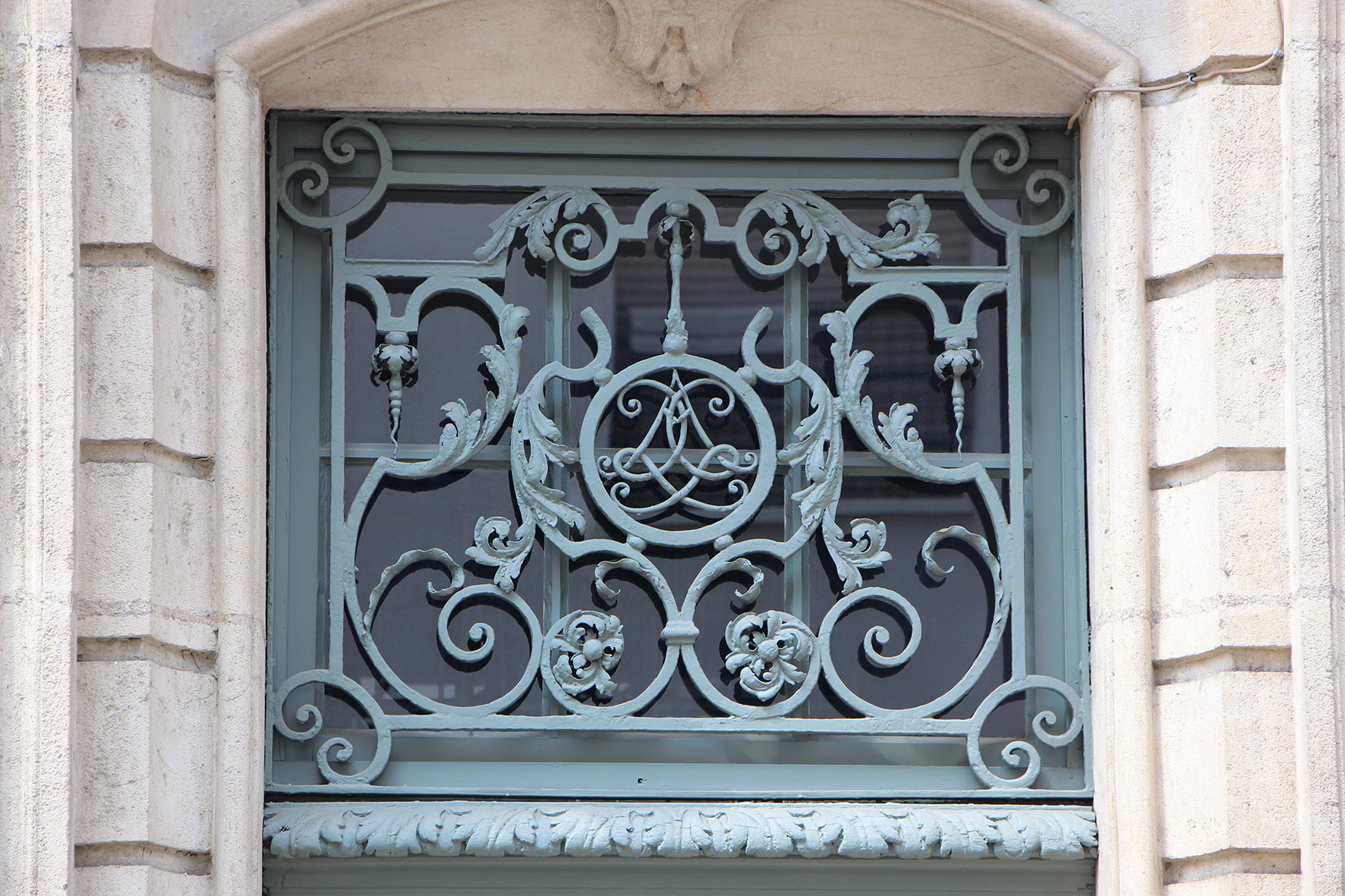
La grille de l'imposte ornée du chiffre d'Antoine Grisot.

La maison est construite pour Antoine Grisot de Bellecroix, trésorier payeur des dettes et charges de Lorraine, en 1725. Ce dernier, qui avait acheté le terrain en 1722, est d'ailleurs propriétaire de l'hôtel voisin (au n°8) qu'il avait fait édifier quelques années auparavant.
Grisot fait orner, de manière habituelle, la grille en fer forgé de l'imposte de la porte d'entrée de ses initiales entrelacées : A et G (le G étant répété pour des questions de symétrie et d'esthétisme). Ces initiales devaient être surmontées d'une couronne, aujourd'hui disparue.
La maison change de mains et, lors de sa vente révolutionnaire le 31 mars 1794, elle appartient alors à la famille Vallet, comme l'hôtel adjacent (n° 8). Alexis Morot devient le nouveau propriétaire.
Quelques années plus tard, la maison devient la propriété de Nicolas et Anne Muller, née Marchal. Cette dernière est une nièce d'Élisabeth Morlot, ancienne religieuse qui se serait réfugiée dans cette maison à la Révolution avec d'autres sœurs et qui, selon la tradition, aurait commencer à fabriquer les fameux macarons (d'où le nom de la maison).
La maison va rester dans la même famille pendant plus d'un siècle : à Nicolas et Anne Muller succèdent Joseph Nicolas Muller, leur fils, puis Élisabeth Muller, une fille de ce dernier, et son mari Joseph Louis Vagner. À partir de 1890, la propriété passe à un cousin, Hector Nicolas Moinel, puis en 1925 à la veuve de ce dernier, Jeanne Odile Pierrat.

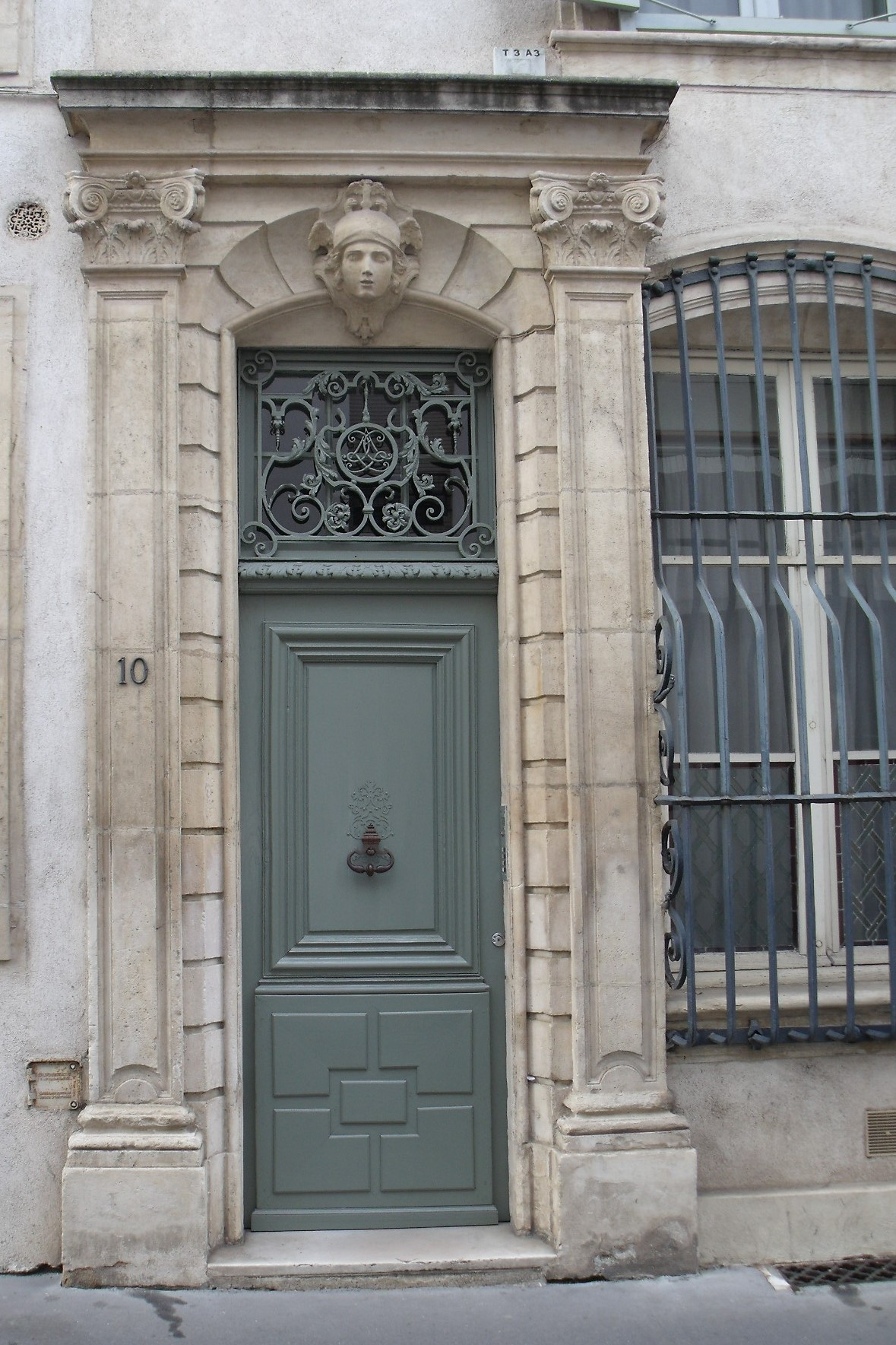
Le mascaron représente Mercure, dieu du commerce.

En 1935, Jeanne Moinel, sans enfants, vend l'immeuble tandis que son neveu cède le commerce créé un siècle plus tôt par les Muller.
La maison devient alors la propriété des Couturieux, tandis que le fonds de commerce est acquis par Georges Aptel qui poursuit la fabrication des macarons. En 1959, Georgette Lefèvre, de la confiserie Lefèvre-Denise, rachète les murs et continue de louer le magasin et les ateliers du rez-de-chaussée à Georges Aptel, qui est pourtant un concurrent.
La maison est divisée en appartements au milieu des années 1980.
La maison, en L, dispose d'une petite cour dans laquelle se trouve un puits aujourd'hui fermé.

## La pâtisserie (magasin et atelier)
Selon la tradition, la fabrication et le commerce de macarons dans cette maison trouverait leurs origines avec des religieuses expulsées de leur couvent au moment de la Révolution française.
S'il n'est pas certain que les Sœurs aient réellement fabriqué en quantité importante des macarons ni même les aient vendus (la taille du four -qui existe encore de nos jours- ne permet pas une telle production), le nom est resté dans l'histoire et à l'immeuble.
Au XIXe siècle, l'entreprise prend un tour plus important. Le rez-de-chaussée est aménagé. L'atelier (fours et machines) occupe une grande pièce sur cour, à proximité du puits, tandis que le magasin occupe une pièce sur la rue, immédiatement à droite de la porte d'entrée (des brise-vues en vitrail, toujours visibles depuis la rue, indiquent la pièce).
En 1889, un vitrail représentant une religieuse est réalisé par Ferdinand Gounon. Il est inscrit à l'Inventaire supplémentaire des monuments historiques depuis 2021.
La fabrication des macarons cesse au tout début des années 1980, lorsque Georges Aptel décide du transfert du magasin rue Gambetta.
Le vitrail fut initialement déplacé rue Gambetta dans le nouveau magasin, avant d'être remplacé par une copie, réalisée au début des années 1990. Le vitrail original, après presque 30 ans de mise en réserve, est à nouveau visible rue des Sœurs Macarons depuis les Journées Européennes du Patrimoine de 2020.

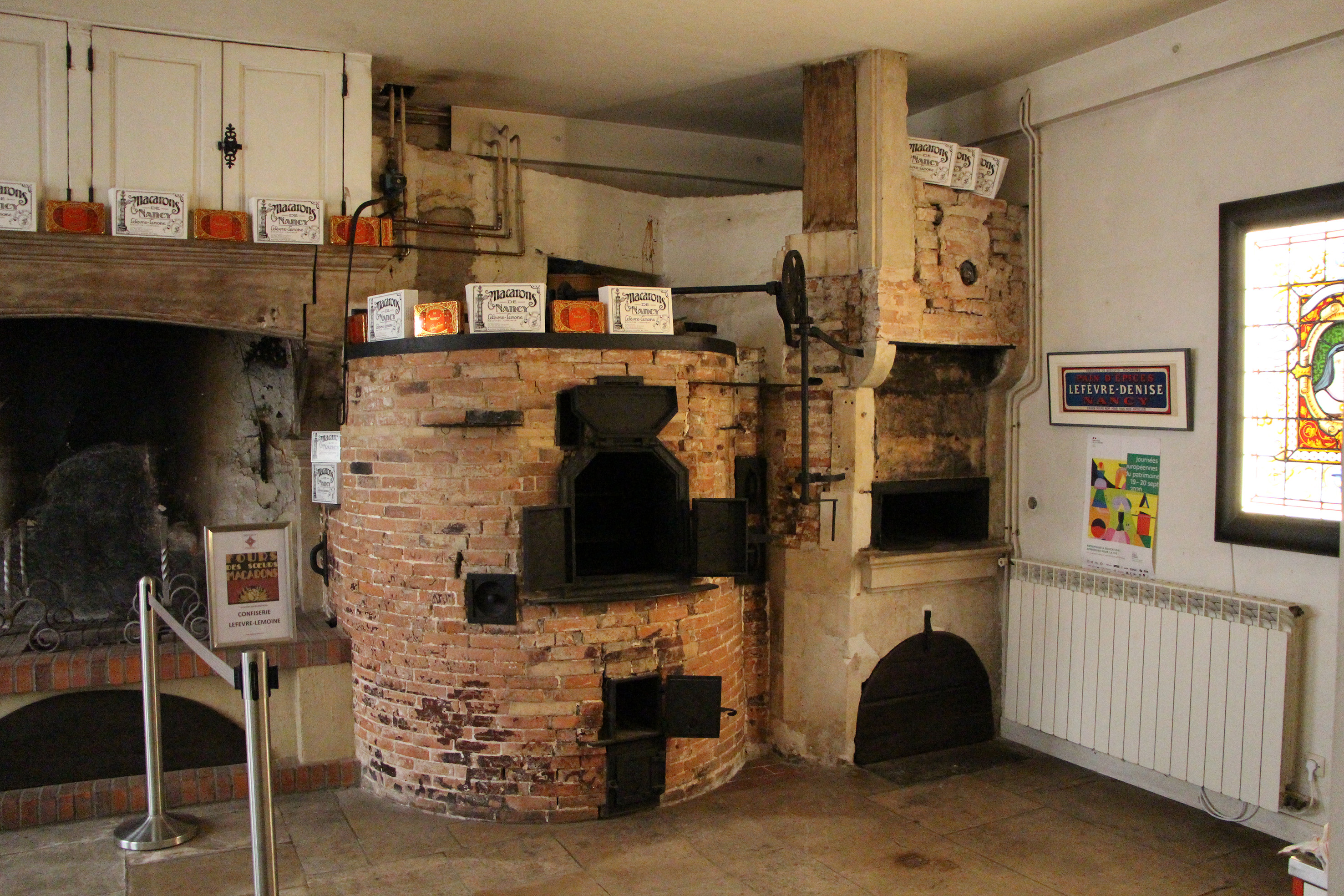
Vue des fours. Le plus ancien est celui de droite. Celui en briques rouges date du XIXe siècle et a été construit par les Muller. Tout à droite, on devine le vitrail de Gounon.
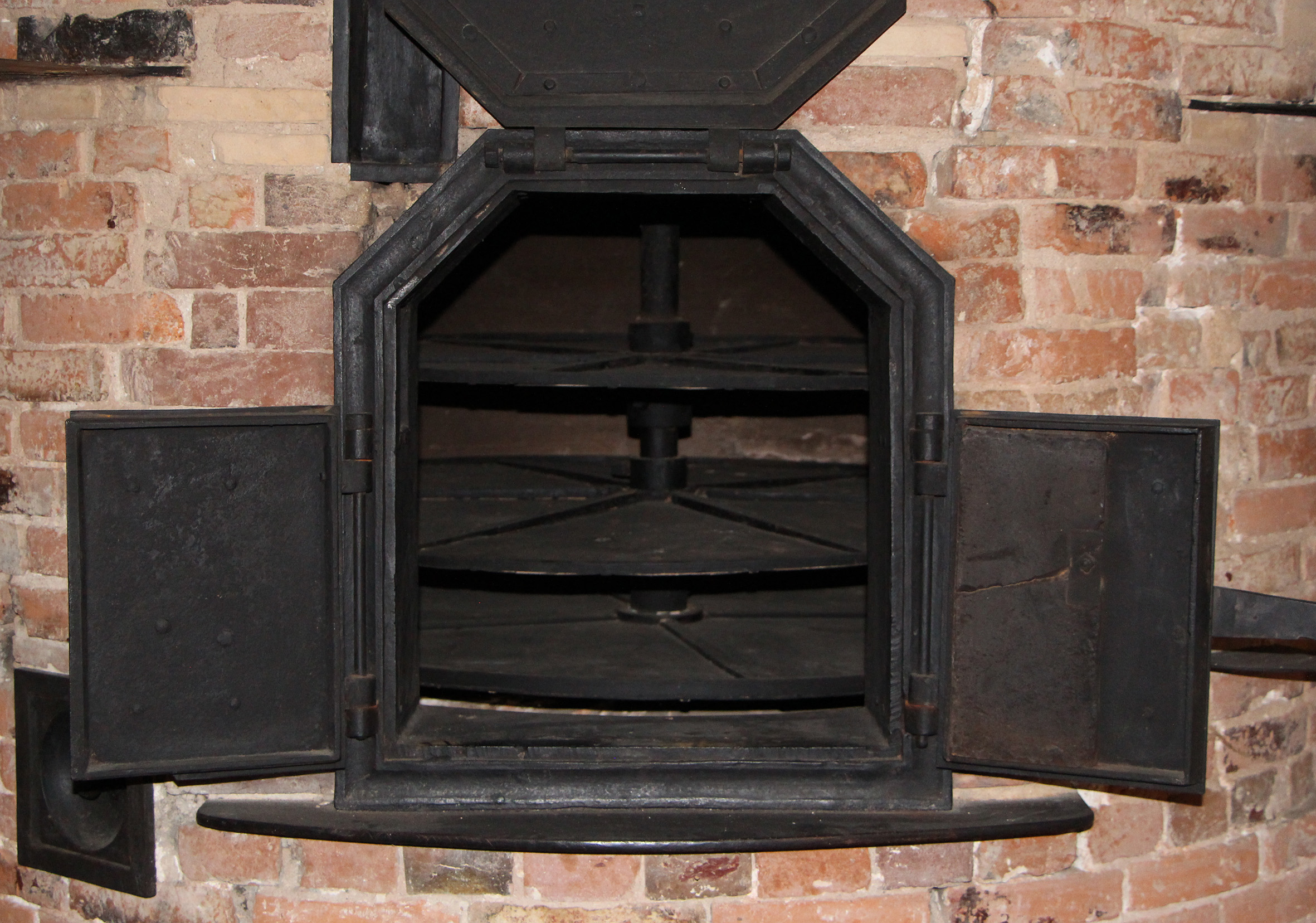
Intérieur du four en briques du XIXe siècle. Les plateaux tournent en actionnant une manivelle.
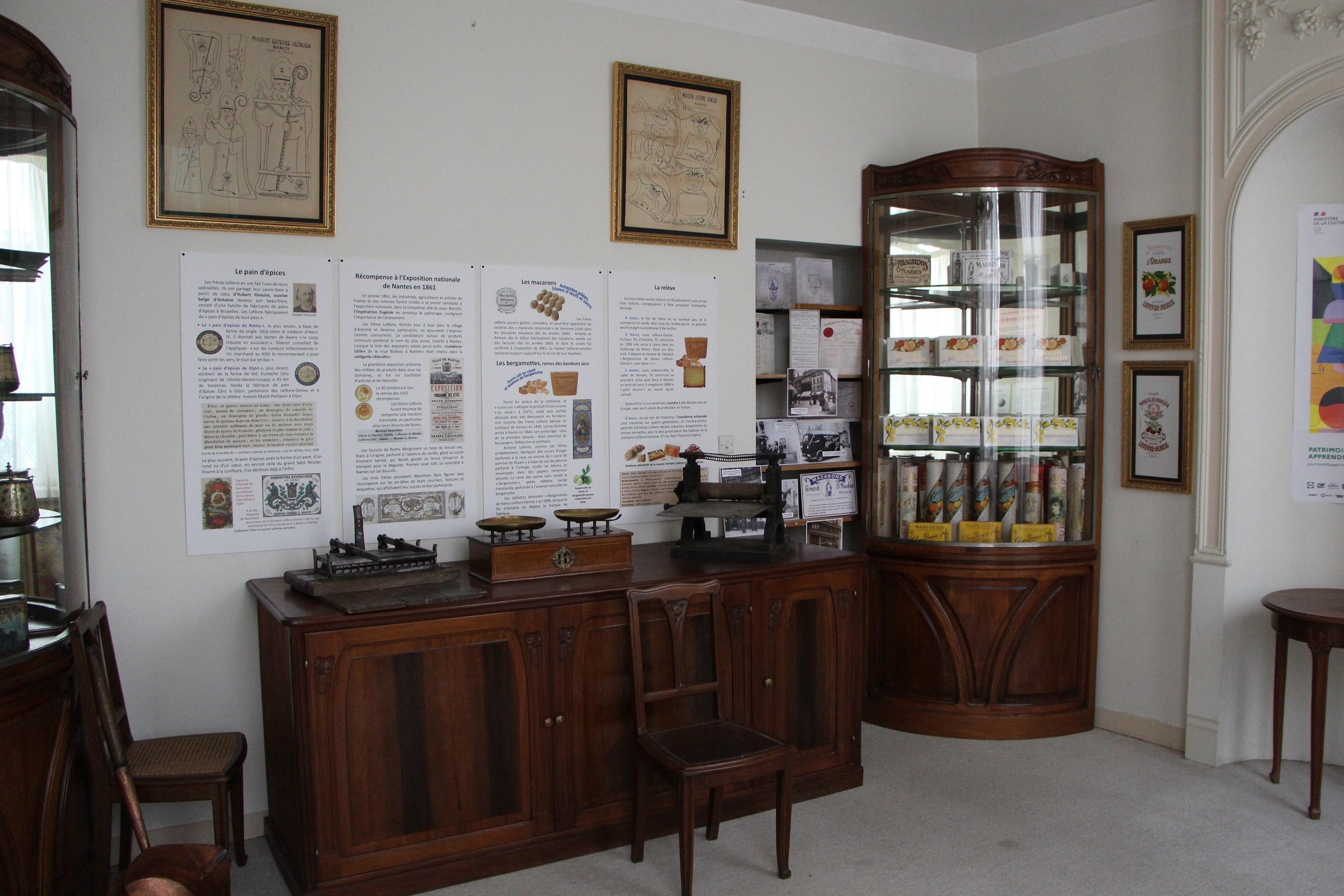
Dans l'ancien magasin devenu musée, les meubles à décor de bergamote, cartonnages et autres emballages proviennent de la confiserie Lefèvre-Denise.

## Protection historique
Malgré d'importants remaniements en ce qui concerne ses décors intérieurs au XIXe siècle (plafonds, cheminées, etc.), la maison n'en conserve pas moins plusieurs éléments d'origine, notamment au rez-de-chaussée. Elle est protégée à plusieurs titres : site urbain depuis 1947, secteur sauvegardé et inscription partielle en 1987 pour :
- les deux fours et la cheminée situés dans la pièce sur cour du rez-de-chaussée,
- le grand escalier avec sa rampe en fer forgé,
- les façades et toitures sur rue et sur cour.